# Онищук Денис Іванович
Онищук Денис (20 січня 1901, с. Дорошівці, Заставнівський повіт — 9 травня 1975) — педагог, письменник, театральний діяч. однорічний вістун УСС та УГА.

## Життєпис

### Молоді роки та юність
Народився в селі Дорошівці Заставнівський повіт на Буковині (тепер Заставнівського р-ну Чернівецької області) у сім'ї церковного півця (дяка) православної церкви в Дорошівцях Івана Онищука та Євфросини Созонтіївни Іваницької.
В 1908—1911 рр. навчався в народній школі села Кліводин. В 1911/1912 навчальному році в підготовчому класі, курс за перші 4 класи пройшов в 1912/1913 — 1915/1916 (перше півріччя) навчальних років в українській державній гімназії в Кіцмані та в 2-й державній гімназії в Чернівцях (у другому півріччі 1915/1916 навчального року). Курс за 5-й і 6-й класи пройшов у державній гімназії в Кіцмані в 1917/1918 навчальному році.
Брав участь у першій за часів російської окупації українській маніфестації в Кіцмані, організованій українським військовим клубом 1 травня 1917 року.

### Участь в УГА
Учасник Буковинського Віча в Чернівцях 3 листопада 1918.
Вступив до загону українських добровольців, який під командуванням Омеляна Кантеміра брав участь у роззброюванні жандармерії та військових колишньої австрійської армії в Кіцмані. У середині листопада 1918 р. разом із рештою кіцманських добровольців перейшов через Оршівці до Снятина, де влився в лави УГА (УСС). Воював як однорічний вістун у складі 1-го етапного куреня при команді м. Станиславова (квітень 1919 р.), згодом разом із братом у складі 2-го гарматного полку 2-ї Коломийської бригади УГА на Херсонщині як харчовий підстаршина (взимку 1919/1920 р.) та 2-го важкого гарматного дивізіону 3-ї бригади ЧУГА як телефоніст.
У грудні 1919 — січні 1920 р. перехворів тифом та тричі поворотним тифом у с. Михайлівка біля Вінниці. Лікувався в шпиталі УГА в м. Тиврів. У січні 1920 р. потрапив в оточення червоних партизанів разом з штабом і обозом 2-ї бригади УГА, з якого звільнився в місті Окна. Наприкінці квітня 1920 р. разом із братом брав участь у невдалому антибільшовицькому виступі, ініційованому поручником Титом Черським, який закінчився роззброєнням дивізіону в м. Комаргороді.
У перших днях травня 1920 р. на станції Слобідка перед Бірзулою утік з ешелону, у якому більшовики везли до Одеси роззброєних вояків УГА, і пішки дістався с. Катеринівка над Дністром. Згодом перейшов фронт і потрапив до Могилева-Подільського. У складі 5-ї Херсонської дивізії ДА УНР перейшов 30 липня 1920 р. на правий берег Дністра.

### Румунський період
Не бажаючи служити в підпорядкуванні поляків, повернувся в липні 1920 р.на Буковину.
Склавши іспити за 7-й клас у «Державній українській гімназії» в Чернівцях, в 1920/1921 навчальному році записався як госпітант до 8-го класу цієї ж гімназії. Після масових арештів українських студентів в червні 1921 р. поширював летючки, видані українським студентським товариством «Союз», за що в жовтні 1921 р. був притягнутий до судової відповідальності, однак незабаром звільнений. У жовтні 1922 р. склав з третьої спроби матуральні іспити та отримав свідоцтво зрілості. Записався на математичне відділення філософського факультету в Чернівцях. Член українського студентського товариства «Січ» в Чернівцях.
З осені 1923 р. навчався у Національному інституті фізичного виховання в Бухаресті, який завершив у 1927 році. Член-засновник Культурно-спортового товариства «Буковина» в Бухаресті, член правління (1925 р.) та батько (з 1932 р.) «Буковини».
Учитель фізкультури в педагогічній школі та в гімназії м. Фальтичени неподалік Сучави (1927—1929), у ліцеї в Бельцах (1929—1930), у педагогічній школі (1930—1933) та теологічній семінарії (1933) м. Роман, в ліцеї м. Хотин (1933—1938), в теологічній семінарії (1938—1949) та нижчій гімназії № 3 (1949—1951) м. Роман.
З осені 1951 р. працював професором фізичного виховання українського ліцею в Мармароському Сигітіаж до його ліквідації в 1960 р. Згодом викладав в українській секції румунської школи в місті Сигіті. Вийшов на пенсію 31 серпня 1962 р.

### Творчий доробок
З 1921 р. виступав у виставах української театральної трупи С. Терлецького, переважно в комічних ролях.
З 10.1922 р. — член драматичної секції товариства «Буковинський Кобзар» у Чернівцях. Брав участь як актор у виставах українського театру, живучи в Чернівцях, і згодом аж до 1934 р., приїжджаючи в часі канікул на Буковину. Виступав як актор українського театру в Вашківцях (1930), під час гастролей 1932 р. в Топорівцях, Малому Кучурові, Чорному Потоці, Хотині, Клішківціх, під час гастролей 1933 р. в Вижниці, Розтоках, Дихтинці, Довгополі, Сторонці Путилові, Селятині, Бродині, Глибоці.
Як член Кіцманського співочого товариства «Боян» влітку 1926 р. в ролі режисера-постановника поставив на сцені «Народного Дому» в Кіцмані виставу «Сватання на Гончарівці», зігравши в ній роль Стецька, а напередодні нового 1928 року підготував і провів у Кіцмані українську «Маланку» за власним сценарієм. Організатор та актор українських самодіяльних театральних колективів в М. Сигіті в 1950-х рр.
Дописував до українських часописів, що видавалися у міжвоєнний час у Чернівцях та в Бухаресті. Автор численних поезій та прозових творів українською мовою, перекладач творів румунських письменників українською мовою, а українських — румунською (літературний псевдонім Панас Кущенко або Стецько). Співпрацював з українським відділом при педагогічному видавництві в Бухаресті, готуючи до видання українські підручники для шкіл у Румунії, а також румунсько-український та українсько-румунський словники. Записував та впорядковував народні приказки та прислів'я українців Румунії, які видав окремою книгою «Народ скаже — як зав'яже». Автор спогадів про своїх побратимів з Буковини в рядах УГА, опублікованих С. Лакустою в рубриці «Пам'яти героїв» на ламах чернівецької газети «Час» в 1930—1932 рр. Член Комітету побудови пам'ятника героям с. Кліводин, спорудженого за народні кошти 10 червня 1932 р. Ініціатор урочистого покладання делегацією українців із Буковини, Галичини та Карпатської України вінка з написом на синьо-жовтій стяжці «Борцям за волю України українці, гості XI Олімпіяди» на могилі полковника Д. Вітовського та четаря Ю. Чучмана в Берліні 4 серпня 1936 р. Автор прочитаного в той день вірша «На могилі полк. Д. Вітовського».
Нагороджений «Хрестом Симона Петлюри» як «Онищук Денис, підхорунжий» за участь у збройній боротьбі за державність України під проводом Головного Отамана Симона Петлюри 1917—1921 рр. (запис у реєстрі 1136).

### Останні роки життя
Восени 1966 р. переїхав на постійно до м. Ґура-Гумора (Gura Humorului) на Південній Буковині в Румунії. Помер після важкої хвороби. Похований на цвинтарі в Ґура-Гуморі поруч із дружиною неподалік від могили З. Онищука.
На приміщенні школи в с. Кліводин у травні 2011 р. встановлено меморіальну дошку на честь Д. Онищука.

## Твори
- Онищук Д. Останній акт (Уривок зі споминів 2-гого тяжкого дивізіону 3 бригади Ч. У. Г. А.) // «Літопис Червоної Калини». — 1931. — Вересень. — Ч. 9. — С. 4—10.
- Онищук Д. Памятник героям у Кліводині на Буковині.// «Літопис Червоної Калини». — 1932. — Грудень. — Ч. 12. — С. 9.
- Онищук Д. Останні дії 2-го гарматнього полку //Літопис Червоної Калини. — 1933. — Вересень. — Ч. 9. — С. 3—8.
- Онищук Д. Замітки про окремі слова.// «Рідна Мова». — 1936. — Червень. — Ч. 6.
- Онищук Д. На могилі полк. Вітовського.// «Літопис Червоної Калини». — 1936. — Листопад. — Ч. 11. — С. 3.
- Онищук Д.Полин і мед. Бухарест: «Editura pentru Literatură», 1965.
- Зібрав Денис Онищук «Народ скаже — як зав'яже». Опрацював і впорядкував народні прислів'я та приказки д-р Іван Рябошапка. Бухарест: «Критеріон», 1976.
- Онищук Д. Спомини. Чернівці: «Букрек», 2013. — 492 С.
- Онищук Д. На шляху життя. Чернівці: «Книги-XXI», 2008. — 176 С.
- Онищук Д. Поезії (Привіт Дм. Геродотові, Якої хочу я весни, Позір, на чати!, Другові, Воскресний день, Як дим той…). // «Наш голос». — 2016. — Лютий. — № 260. — С. 7.